# Protestele din Georgia din 2023
Protestele din Georgia din 2023 au avut loc după ce parlamentul a adoptat în primă lectură o lege controversată privind „agenții străini”. Mii de georgieni au ieșit în martie 2023 pe străzile din centrul capitalei Tbilisi.